# Live Wire
"Live Wire" är det amerikanska hårdrocksbandet Mötley Crües debutsingel, tagen från deras debutalbum Too Fast for Love. Den skrevs av gruppens basist Nikki Sixx. 
I maj 2006 rankades den som den sjuttonde bästa metalsången genom tiderna av VH-1.
Live Wire finns med i filmen Charlies änglar och i datorspelet Tony Hawk's American Wasteland.

## Låtlista
1. "Live Wire" - 3:14
2. "Take Me To The Top"
3. "Merry-Go-Round"

## Medverkande
- Vince Neil - sång
- Mick Mars - gitarr
- Nikki Sixx - bas
- Tommy Lee - trummor